# Sân bay Letališče Edvarda Rusjana
Sân bay Maribor Edvard Rusjan (tiếng Slovene: Letališče Edvarda Rusjana Maribor) (IATA: MBX, ICAO: LJMB) là sân bay lớn thứ nhì ở Slovenia, phục vụ Maribor. Sân bay này có cự ly vài cây số về phía nam của thành phố, gần Slivnica. Hiện chỉ có một tuyến bay thường lệ và vài chuyến bay thuê bao theo mùa ở sân bay này.
Khi Slovenia còn thuộc Nam Tư, sân bay này là nơi hoạt động của hãng hàng không JAT nối Beograd với bờ biển Adria Croatia. Sau này, sân bay này là nơi hoạt động của hãng Slovenian Spirit, một công ty con của Styrian Spirit với tuyến bay Paris và Salzburg cho đến tháng 3 năm 2006, khi hãng Styrian Spirit ngừng hoạt động do vỡ nợ.

## Các hãng hàng không và tuyến bay
| Hãng hàng không | Các điểm đến        |
| --------------- | ------------------- |
| Aurora Airlines | Pristina            |
| Tunis Air       | Monastir [theo mùa] |